# Estació de Breteuil-Embranchement
L'estació de Breteuil-Embranchement és una estació ferroviària situada al municipi francès de Bacouël (al departament de l'Oise).
És servida pels trens del TER Picardie.
| Provinença | Estació anterior | Línia        | Estació següent | Destinació |
| ---------- | ---------------- | ------------ | --------------- | ---------- |
| Amiens     | La Faloise       | TER Picardie | Gannes          | Paris-Nord |